# 皇家雪蘭莪
3°11′46″N 101°43′26″E / 3.196242°N 101.723957°E
皇家雪蘭莪（英語：Royal Selangor）是一家馬來西亞錫鑞生產及零售商，也是全球最大的錫镴生產公司，由錫鑞匠楊堃創立於1885年，現任掌舵人是楊氏家族的第四代成員——執行董事楊永禮。

## 歷史
皇家雪蘭莪的創始人是楊堃（亦名楊坤）， 生於清同治十年（1871年），祖籍中國廣東汕頭。楊堃與妻子羅八育有4子——楊炳包、炳桑、炳楷和炳祥。
1885年，楊堃從中國南下馬來亞半島，較後在吉隆坡哥洛士街（Cross Street，今 ）開設「玉和」錫鑞坊，以手工生產香爐、燭台等華人家庭的祭祀用品，成品都會烙上「玉和足錫」的印鑑。英國殖民時期，工坊的產品擴展到啤酒杯、煙灰缸、茶具等西方餐飲器具；同一時期，楊氏兄弟對工坊的經營方式開始出現分歧，四兄弟分家以後各自創業，其中包括皇家雪蘭莪的前身——雪蘭莪錫鑞。
1970年代，雪蘭莪錫鑞的產品開始出口至新加坡、香港和澳大利亞；1980年代，開始擴展至歐洲和日本，目前在全球多個國家都有行銷點。
1992年，雪蘭莪錫鑞獲得雪蘭莪蘇丹沙拉胡丁·阿都阿茲沙頒發皇家認可證書，易名為皇家雪蘭莪，每一件皇家認可的錫鑞製品都會刻上「雪蘭莪蘇丹殿下御許」的字樣。

## 產品
皇家雪蘭莪的總部位於馬來西亞吉隆坡，現在主要是生產餐具和禮品，出口到倫敦、多倫多、墨爾本、東京、上海、香港、孟買和新加坡等多國城市。皇家雪蘭莪在全球20多個國家擁有零售商店，在世界五大洲有8個辦事處。
1989年和1991年，皇家雪蘭莪在法蘭克福國際禮品展上獲得「歐洲設計獎」；1997年，獲得英國禮品協會授權禮品類別的「年度禮品獎」。
皇家雪蘭莪的「慶祝酒會」漏斗醒酒器獲得三個國際設計獎項：德國設計中心的紅點獎、美國工業設計師協會的 IDEA2002 銅獎和日本工業設計促進組織的2002年優良設計獎。

## 里程碑
1985年，雪蘭莪錫鑞製造出「世界上最大的錫鑞啤酒杯」，高 1.987 米、重量 1,557 公斤和容量 2,796 公升，作為成立一百年的紀念，目前陳列於皇家雪蘭莪總部的「當代錫鑞館」，這項記錄由吉尼斯世界記錄認可。

## 延伸閱讀
- Chen, May Yee.  [皇家雪蘭莪的故事：走過錫屑飛揚的歲月]. Archipelago Press. 2003. ISBN 9814068551 （英语）.

## 外部連結
- Royal Selangor International，皇家雪蘭莪官方網站
- Royal Selangor Visitor Centre，皇家雪蘭莪當代錫鑞館